# Андрея Лешкі
Андрея Лешкі (словен. Andreja Leški; 8 січня 1997, Копер, Словенія) — словенська дзюдоїстка, олімпійська чемпіонка 2024 року, призерка чемпіонатів світу, чемпіонка Європи.

## Виступи на Олімпіадах
| Олімпіада  | Дисципліна | Місце |
| ---------- | ---------- | ----- |
| Париж 2024 | до 63 кг   | 1     |

## Зовнішні посилання
- Андрея Лешкі на сайті International Judo Federation (англійська)
- Андрея Лешкі на сайті JudoInside.com (англійська)
- Андрея Лешкі на сайті AllJudo.net (французька)
- Андрея Лешкі на сайті Olympics.com (англійська)